# Dag Jostein Fjærvoll
Dag Jostein Fjærvoll (ur. 20 stycznia 1947 w Hadsel, zm. 5 lutego 2021) – norweski polityk, działacz partii Kristelig Folkeparti.
W latach 1985–1997 pełnił mandat deputowanego do Stortingu. Był ministrem: obrony (1997–1999) oraz transportu i komunikacji (1999–2000).
Jego ojcem był polityk Edmund Fjærvoll. Dag Jostein Fjærvoll jest żonaty i ma dwóch synów.